# Stepaniwka (rejon kamieniecki)
Stepaniwka (ukr. Степанівка) – wieś na Ukrainie, w obwodzie chmielnickim, w rejonie kamienieckim, w hromadzie Czemerowce. W 2001 liczyła 757 mieszkańców, spośród których 754 wskazało jako ojczysty język ukraiński, a 3 rosyjski.